# Семянків Максим Олександрович
Максим Олександрович Семянків (нар. 20 січня 1992) — український гімнаст. Учасник Олімпійських ігор 2016.

## Виступи на Олімпіадах
| Олімпіада | Дисципліна        | Місце  |
| --------- | ----------------- | ------ |
| Ріо 2016  | багатоборство     | 39 (q) |
| Ріо 2016  | командна першість | 8      |